# Bely Tigr
Bely Tigr é um filme de drama russo de 2012 dirigido e coescrito por Karen Shakhnazarov. 
Foi selecionado como representante da Rússia à edição do Oscar 2013, organizada pela Academia de Artes e Ciências Cinematográficas.

## Elenco
- Gerasim Arkhipov - Sharipov
- Aleksandr Bakhov - Kryuk
- Vilmar Biri - Hans-Georg von Friedeburg
- Dmitriy Bykovskiy-Romashov - General Smirnov
- Vitaliy Dordzhiev - Berdyev